# Gossia floribunda
Gossia floribunda är en myrtenväxtart som först beskrevs av Andrew John Scott, och fick sitt nu gällande namn av Neil Snow och Gordon P. Guymer. Gossia floribunda ingår i släktet Gossia och familjen myrtenväxter. Inga underarter finns listade i Catalogue of Life.